# 宮崎県議会
宮崎県議会（みやざきけんぎかい）は、宮崎県に設置されている地方議会。

## 概要
- 議長- 外山衛（宮崎県議会自由民主党、日南市選挙区、6期目）
- 副議長 - 日高陽一（宮崎県議会自由民主党、宮崎市選挙区、3期目）

| 会派名                     | 議員数 | 所属党派                 | 女性議員数 | 女性議員の比率(%) |
| -------------------------- | ------ | ------------------------ | ---------- | ----------------- |
| 宮崎県議会自由民主党       | 24     | 自由民主党               | 0          | 0                 |
| 県民連合宮崎               | 5      | 立憲民主党4・国民民主党1 | 1          | 20                |
| 公明党宮崎県議団           | 3      | 公明党                   | 0          | 0                 |
| 日本共産党宮崎県議会議員団 | 2      | 日本共産党               | 1          | 50                |
| 県民の声                   | 1      | 無所属                   | 1          | 100               |
| 郷中の会                   | 1      | 無所属                   | 0          | 0                 |
| 無所属の会 チームひむか    | 1      | 無所属                   | 0          | 0                 |
| 現員                       | 37     |                          | 3          | 8.11              |

※2021年11月現在。
- 常任委員会
  - 総務政策常任委員会
  - 厚生常任委員会
  - 商工建設常任委員会
  - 環境農林水産常任委員会
  - 文教警察企業常任委員会
- 特別委員会
  - 総合交通・観光・経済対策特別委員会
  - 地方創生対策特別委員会
  - 宮崎のこども対策特別委員会
  - 決算特別委員会

- 事務局
  - 総務課
  - 議事課
  - 政策調査課

## 定数
- 39

## 各選挙区の定数・区域・選出議員
- 選挙区数14[1]

| 選挙区                 | 定数 | 市区町村                                         | 選出議員 |
| ---------------------- | ---- | ------------------------------------------------ | --- |
| 西臼杵郡選挙区         | 1    | 西臼杵郡                                         | 佐藤雅洋 |
| 延岡市選挙区           | 5    | 延岡市                                           | 井本英雄、太田清海、河野哲也、田口雄二、（欠員1）                                                                            |
| 東臼杵郡選挙区         | 1    | 東臼杵郡                                         | 安田厚生 |
| 日向市選挙区           | 2    | 日向市                                           | 西村賢、日高博之 |
| 西都市・西米良村選挙区 | 1    | 西都市、西米良村                                 | 浜砂守 |
| 児湯郡選挙区           | 3    | 児湯郡（都農町、木城町、川南町、高鍋町、新富町） | 坂口博美、図師博規、山下寿                                                                                                   |
| 小林市・西諸県郡選挙区 | 2    | 小林市、西諸県郡                                 | 窪薗辰也、丸山裕次郎 |
| 東諸県郡選挙区         | 1    | 東諸県郡                                         | 日高利夫 |
| 宮崎市選挙区           | 12   | 宮崎市                                           | 有岡浩一、井上紀代子、岩切達哉、川添博、坂本康郎、重松幸次郎、野﨑幸士、日髙陽一、前屋敷恵美、右松隆央、山内佳菜子、横田照夫 |
| えびの市選挙区         | 1    | えびの市                                         | 中野一則 |
| 都城市選挙区           | 6    | 都城市                                           | 徳重忠夫、二見康之、星原透、満行潤一、山下博三、来住一人                                                                     |
| 北諸県郡選挙区         | 1    | 北諸県郡                                         | 蓬原正三 |
| 日南市                 | 2    | 日南市                                           | 外山衛、（欠員1） |
| 串間市選挙区           | 1    | 串間市                                           | 武田浩一 |

※平成27年4月時点の市町村に基づく選挙区割り当て
※議員定数は、平成23年4月の県議会議員選挙から6名削減し、39名になった

## 主な宮崎県議会議員出身者
衆議院議員（現職）
- 渡辺創

参議院議員（現職）
- 松下新平
- 山内佳菜子

首長（現職）
- 橋田和実 - 西都市長
- 十屋幸平 - 日向市長
- 髙橋透 - 日南市長
- 清山知憲 - 宮崎市長

元議員・その他
- 米沢隆 - 元衆議院議員
- 上杉光弘 - 元参議院議員
- 江藤隆美 - 元衆議院議員
- 坂元親男 - 元衆議院議員・元参議院議員
- 堀之内久男 - 元衆議院議員
- 小林乾一郎 - 元宮崎県議会議長・元衆議院議員
- 武井俊輔 - 元衆議院議員
- 小斉平敏文 - 元参議院議員・元小林市議会議員
- 長峯基 - 元参議院議員・元宮崎県議会副議長
- 長峯誠 - 元参議院議員・元都城市長
- 津村重光 - 元宮崎市長
- 山本孫春 - 元日向市長

- 坂元裕一 - 元宮崎県議会議長・元日南市議会議員
- 川添睦身 - 元宮崎県議会議長(58代)
- 堀之内砂男
- 永友一美
- 黒木健司 - 元新富町議会議員

## 参考

### 定数減
- 平成23年の選挙より定数13％減した。45→39[5]。

### 県議会議長公舎
- 宮崎市和知川原1丁目には県議会議長公舎がある（新潟県で2021年度中に議長公舎が廃止されることになり議長公舎を保有する唯一の都道府県となった）[6]。

### 県議会議員寮
- 宮崎市松橋1丁目には県議会議員寮があるが、老朽化のため2029年度末までに廃止される予定である[7]。